# Nemere-hegység
A Nemere-hegység (románul: Munții Nemira) egy jól elkülönülő hegyvonulat a Keleti-Kárpátokban, Kovászna megye és Bákó megye határán. Határai északon az Úz völgye, keleten a Tatros völgye, délen az Ojtozi-hágó (866 m) és az Ojtoz völgye, nyugaton a Répát-hegység.
A hegység észak-dél irányú főgerincének hossza 30 km. Legmagasabb pontja a Nagy-Nemere (1649 m). További két pontban haladja meg az 1,6 km magasságot: Nagy-Sándor-csúcs (1640 m) és Kis-Nemere (1627 m). Települések a Nemere-hegység lábánál: Kovászna megyében Esztelnek, Csomortán, Kézdialmás, Lemhény, Bereck; Bákó megyében Ojtoz, Sósmező, Szaláncfürdő.

## Éghajlat
Középhegységre jellemző éghajlat van jelen. Az átlagos napsütéses időszak átlagban 1800 óra/év, 1300 m tszf. felett 1900 óra/év, a völgyekben és a medencékben ennél kevesebb. Az átlagos évi hőmérséklet 3 °C és 8 °C között változik. A hegycsúcsokon évente hat hónapig van 0 °C alatt. 1000 m felett a nyári átlaghőmérséklet 17 °C. Gyakran fordul elő hőinverzió. Az évi átlagos csapadékmennyiség 900 – 1100 mm/év. Június a legcsapadékosabb évszak 160 mm-el. 1200 – 1300 m felett 650 mm csapadék hó formájában hull és évi 120 napon vastag hótakaró borítja a felszínt.